# Finales NBA 1989
Navigation
Finales 1988 Finales 1990
Les finales NBA 1989 sont la dernière série de matchs de la saison 1988-1989 de la NBA et la conclusion des séries éliminatoires (playoffs) de la saison. Le champion de la conférence Est, les Pistons de Détroit rencontrent le champion de la conférence Ouest, les Lakers de Los Angeles. Détroit possède l'avantage du terrain. 
Au cours de la saison, les Lakers avaient remporté leur division, Magic Johnson remportant son deuxième titre de MVP. L'équipe a balayé les trois premières séries éliminatoires (adversaires de la division du Pacifique : Portland, Seattle et Phoenix), ce qui a entraîné une revanche avec les Pistons de Detroit en finale. 
Les Pistons avaient dominé la Conférence Est, remportant 63 matchs en saison régulière. Après avoir éliminés les Celtics de Boston et les Bucks de Milwaukee, les Pistons ont battu les Bulls de Chicago en six matchs, remportant une deuxième participation consécutive en finale NBA. Lors de la saison précédente, les Lakers les avaient battus dans une série de sept matchs.  
Les Pistons ont remporté la série en quatre matchs. À ce jour, les Pistons sont la dernière équipe de la Conférence Est à avoir balayé une finale NBA. 
Pour leur jeu physique rude et leur attitude parfois arrogante, le pivot de Pistons, Bill Laimbeer, a surnommé l'équipe «The Bad Boys». Le nom est devenu un slogan pour les Pistons tout au long de la saison suivante.  
À la suite de la série, Kareem Abdul-Jabbar a annoncé sa retraite à 42 ans, après 20 ans avec la NBA.  
L'arrière des Pistons, Joe Dumars a été nommé MVP des Finales.  

## Contexte

### Pistons de Détroit
Avant le début de la saison, les Pistons sont passés du Silverdome de Pontiac, au tout nouveau The Palace of Auburn Hills, du Michigan. La nouvelle arène a été imaginée par le propriétaire des Pistons, William Davidson.
L'équipe elle-même était également une amélioration, mise en évidence par un échange de mi-saison qui a envoyé Adrian Dantley aux Mavericks de Dallas en échange de Mark Aguirre. Les Pistons ont alors remporté 31 de leurs 37 derniers matchs pour terminer avec le meilleur bilan de la ligue à 63-19. 
Leur élan en deuxième partie de saison s'est poursuivi jusqu'aux playoffs pour gagner une nouvelle place pour la finale. 

### Lakers de Los Angeles
Avant la saison, Kareem Abdul-Jabbar a annoncé que la saison 1988-1989 allait être la dernière. Par conséquent, sa tournée de retraite consistait en des hommages d'avant-match dans chaque salle pour rendre hommage au capitaine des Lakers à la retraite. 
Cherchant à devenir la première équipe depuis la dynastie des Celtics de Boston, des années 1960, à remporter trois championnats consécutifs, les Lakers ont réussi à remporter la conférence Ouest avec 57 victoires. Le noyau de l'équipe est resté pratiquement intact, à l'exception de Kurt Rambis, qui a été drafté par les Hornets de Charlotte dans la draft d'expansion. Leur ajout le plus notable était l'ancien joueur des Bulls de Chicago, Orlando Woolridge. 
En playoffs, le rythme des Lakers a augmenté d'un cran. Ils sont devenus la première équipe à remporter leurs 11 premiers matchs éliminatoires. Magic Johnson a remporté le titre de MVP cette année-là.

## Résumé de la saison régulière
| Champion de division | Qualifié pour les playoffs | Non qualifié pour les playoffs |

### Par conférence
| Conférence Est | Conférence Est         | Conférence Est | Conférence Est | Conférence Est |
| No             | Franchise              | Vic.           | Déf.           | PCT            |
| -------------- | ---------------------- | -------------- | -------------- | -------------- |
| 1              | Pistons de Détroit C   | 63             | 19             | 76.8           |
| 2              | Knicks de New York     | 52             | 30             | 63.4           |
| 3              | Cavaliers de Cleveland | 57             | 25             | 69.5           |
| 4              | Hawks d'Atlanta        | 52             | 30             | 63.4           |
| 5              | Bucks de Milwaukee     | 49             | 33             | 59.8           |
| 6              | Bulls de Chicago       | 47             | 35             | 57.3           |
| 7              | 76ers de Philadelphie  | 46             | 36             | 56.1           |
| 8              | Celtics de Boston      | 42             | 40             | 51.2           |
|                |                        |                |                |                |
| 9              | Bullets de Washington  | 40             | 42             | 48.8           |
| 10             | Pacers de l'Indiana    | 28             | 54             | 34.1           |
| 11             | Nets du New Jersey     | 26             | 56             | 31.7           |
| 12             | Hornets de Charlotte   | 20             | 62             | 24.4           |

| Conférence Ouest | Conférence Ouest          | Conférence Ouest | Conférence Ouest | Conférence Ouest |
| No               | Franchise                 | Vic.             | Déf.             | PCT              |
| ---------------- | ------------------------- | ---------------- | ---------------- | ---------------- |
| 1                | Lakers de Los Angeles     | 57               | 25               | 69.5             |
| 2                | Jazz de l'Utah            | 51               | 31               | 62.2             |
| 3                | Suns de Phoenix           | 55               | 27               | 67.1             |
| 4                | SuperSonics de Seattle    | 47               | 35               | 57.3             |
| 5                | Rockets de Houston        | 45               | 37               | 54.9             |
| 6                | Nuggets de Denver         | 44               | 38               | 53.7             |
| 7                | Warriors de Golden State  | 43               | 39               | 52.4             |
| 8                | Trail Blazers de Portland | 39               | 43               | 47.6             |
|                  |                           |                  |                  |                  |
| 9                | Mavericks de Dallas       | 38               | 44               | 46.3             |
| 10               | Kings de Sacramento       | 27               | 55               | 32.9             |
| 11               | Spurs de San Antonio      | 21               | 61               | 25.6             |
| 12               | Clippers de Los Angeles   | 21               | 61               | 25.6             |
| 13               | Heat de Miami             | 15               | 67               | 18.3             |

C - Champions NBA

### Tableau des playoffs
|  | 1er tour         | 1er tour                  | 1er tour                 |   |                        | Demi-finales de Conférence | Demi-finales de Conférence | Demi-finales de Conférence |  |   | Finales de Conférence | Finales de Conférence | Finales de Conférence |  |    | Finales NBA        | Finales NBA | Finales NBA |
|  |                  |                           |                          |   |                        |                            |                            |                            |  |   |                       |                       |                       |  |    |                    |             |             |
|  | 1                | Pistons de Détroit        | 3                        |   |                        |                            |                            |                            |  |   |                       |                       |                       |  |    |                    |             |             |
|  | 8                | Celtics de Boston         | 0                        |   |                        |                            |                            |                            |  |   |                       |                       |                       |  |    |                    |             |             |
|  | 8                | Celtics de Boston         | 0                        |   | 1                      | Pistons de Détroit         | 4                          |                            |  |   |                       |                       |                       |  |    |                    |             |             |
|  |                  |                           |                          |   | 1                      | Pistons de Détroit         | 4                          |                            |  |   |                       |                       |                       |  |    |                    |             |             |
|  |                  | 5                         | Bucks de Milwaukee       | 0 |                        |                            |                            |                            |  |   |                       |                       |                       |  |    |                    |             |             |
|  | 4                | 5                         | Bucks de Milwaukee       | 0 | Hawks d'Atlanta        | 2                          |                            |                            |  |   |                       |                       |                       |  |    |                    |             |             |
|  | 4                |                           |                          |   | Hawks d'Atlanta        | 2                          |                            |                            |  |   |                       |                       |                       |  |    |                    |             |             |
|  | 5                | Bucks de Milwaukee        | 3                        |   |                        |                            |                            |                            |  |   |                       |                       |                       |  |    |                    |             |             |
|  | 5                | Bucks de Milwaukee        | 3                        |   |                        |                            |                            |                            |  | 1 | Pistons de Détroit    | 4                     |                       |  |    |                    |             |             |
|  | Conférence Est   |                           |                          |   |                        |                            |                            |                            |  | 1 | Pistons de Détroit    | 4                     |                       |  |    |                    |             |             |
|  |                  | 6                         | Bulls de Chicago         | 2 |                        |                            |                            |                            |  |   |                       |                       |                       |  |    |                    |             |             |
|  | 3                | 6                         | Bulls de Chicago         | 2 | Cavaliers de Cleveland | 2                          |                            |                            |  |   |                       |                       |                       |  |    |                    |             |             |
|  | 3                |                           |                          |   | Cavaliers de Cleveland | 2                          |                            |                            |  |   |                       |                       |                       |  |    |                    |             |             |
|  | 6                | Bulls de Chicago          | 3                        |   |                        |                            |                            |                            |  |   |                       |                       |                       |  |    |                    |             |             |
|  | 6                | Bulls de Chicago          | 3                        |   | 6                      | Bulls de Chicago           | 4                          |                            |  |   |                       |                       |                       |  |    |                    |             |             |
|  |                  |                           |                          |   | 6                      | Bulls de Chicago           | 4                          |                            |  |   |                       |                       |                       |  |    |                    |             |             |
|  |                  | 2                         | Knicks de New York       | 2 |                        |                            |                            |                            |  |   |                       |                       |                       |  |    |                    |             |             |
|  | 2                | 2                         | Knicks de New York       | 2 | Knicks de New York     | 3                          |                            |                            |  |   |                       |                       |                       |  |    |                    |             |             |
|  | 2                |                           |                          |   | Knicks de New York     | 3                          |                            |                            |  |   |                       |                       |                       |  |    |                    |             |             |
|  | 7                | 76ers de Philadelphie     | 0                        |   |                        |                            |                            |                            |  |   |                       |                       |                       |  |    |                    |             |             |
|  | 7                | 76ers de Philadelphie     | 0                        |   |                        |                            |                            |                            |  |   |                       |                       |                       |  | E1 | Pistons de Détroit | 4           |             |
|  |                  |                           |                          |   |                        |                            |                            |                            |  |   |                       |                       |                       |  | E1 | Pistons de Détroit | 4           |             |
|  |                  | O1                        | Lakers de Los Angeles    | 0 |                        |                            |                            |                            |  |   |                       |                       |                       |  |    |                    |             |             |
|  | 1                | O1                        | Lakers de Los Angeles    | 0 | Lakers de Los Angeles  | 3                          |                            |                            |  |   |                       |                       |                       |  |    |                    |             |             |
|  | 1                |                           |                          |   | Lakers de Los Angeles  | 3                          |                            |                            |  |   |                       |                       |                       |  |    |                    |             |             |
|  | 8                | Trail Blazers de Portland | 0                        |   |                        |                            |                            |                            |  |   |                       |                       |                       |  |    |                    |             |             |
|  | 8                | Trail Blazers de Portland | 0                        |   | 1                      | Lakers de Los Angeles      | 4                          |                            |  |   |                       |                       |                       |  |    |                    |             |             |
|  |                  |                           |                          |   | 1                      | Lakers de Los Angeles      | 4                          |                            |  |   |                       |                       |                       |  |    |                    |             |             |
|  |                  | 4                         | SuperSonics de Seattle   | 0 |                        |                            |                            |                            |  |   |                       |                       |                       |  |    |                    |             |             |
|  | 4                | 4                         | SuperSonics de Seattle   | 0 | SuperSonics de Seattle | 3                          |                            |                            |  |   |                       |                       |                       |  |    |                    |             |             |
|  | 4                |                           |                          |   | SuperSonics de Seattle | 3                          |                            |                            |  |   |                       |                       |                       |  |    |                    |             |             |
|  | 5                | Rockets de Houston        | 1                        |   |                        |                            |                            |                            |  |   |                       |                       |                       |  |    |                    |             |             |
|  | 5                | Rockets de Houston        | 1                        |   |                        |                            |                            |                            |  | 1 | Lakers de Los Angeles | 4                     |                       |  |    |                    |             |             |
|  | Conférence Ouest |                           |                          |   |                        |                            |                            |                            |  | 1 | Lakers de Los Angeles | 4                     |                       |  |    |                    |             |             |
|  |                  | 3                         | Suns de Phoenix          | 0 |                        |                            |                            |                            |  |   |                       |                       |                       |  |    |                    |             |             |
|  | 3                | 3                         | Suns de Phoenix          | 0 | Suns de Phoenix        | 3                          |                            |                            |  |   |                       |                       |                       |  |    |                    |             |             |
|  | 3                |                           |                          |   | Suns de Phoenix        | 3                          |                            |                            |  |   |                       |                       |                       |  |    |                    |             |             |
|  | 6                | Nuggets de Denver         | 0                        |   |                        |                            |                            |                            |  |   |                       |                       |                       |  |    |                    |             |             |
|  | 6                | Nuggets de Denver         | 0                        |   | 3                      | Suns de Phoenix            | 4                          |                            |  |   |                       |                       |                       |  |    |                    |             |             |
|  |                  |                           |                          |   | 3                      | Suns de Phoenix            | 4                          |                            |  |   |                       |                       |                       |  |    |                    |             |             |
|  |                  | 7                         | Warriors de Golden State | 1 |                        |                            |                            |                            |  |   |                       |                       |                       |  |    |                    |             |             |
|  | 2                | 7                         | Warriors de Golden State | 1 | Jazz de l'Utah         | 0                          |                            |                            |  |   |                       |                       |                       |  |    |                    |             |             |
|  | 2                |                           |                          |   | Jazz de l'Utah         | 0                          |                            |                            |  |   |                       |                       |                       |  |    |                    |             |             |
|  | 7                | Warriors de Golden State  | 3                        |   |                        |                            |                            |                            |  |   |                       |                       |                       |  |    |                    |             |             |

## Effectifs

### Pistons de Détroit
| Effectif des Pistons de Détroit 1988-1989 |
| --- |
| 4 Joe Dumars • 10 Dennis Rodman • 11 Isiah Thomas • 15 Vinnie Johnson • 22 John Salley • 23 Mark Aguirre • 24 Michael Williams • 25 John Long • 34 Fennis Dembo • 40 Bill Laimbeer • 44 Rick Mahorn • 53 James Edwards Entraîneur : Chuck Daly |

### Lakers de Los Angeles
| Effectif des Lakers de Los Angeles 1988-1989 |
| --- |
| 0 Orlando Woolridge • 3 Jeff Lamp • 4 Byron Scott • 14 David Rivers • 19 Tony Campbell • 21 Michael Cooper • 31 Mark McNamara • 32 Magic Johnson • 33 Kareem Abdul-Jabbar • 42 James Worthy • 43 Mychal Thompson • 45 A.C. Green Entraîneur : Pat Riley |

## Résumé de la finale NBA
| Match  | Date    | Équipe extérieure  | Résultat      | Équipe à domicile  |
| ------ | ------- | ------------------ | ------------- | ------------------ |
| Game 1 | 6 juin  | Los Angeles Lakers | 97–109 (0–1)  | Detroit Pistons    |
| Game 2 | 8 juin  | Los Angeles Lakers | 105–108 (0–2) | Detroit Pistons    |
| Game 3 | 11 juin | Detroit Pistons    | 114–110 (3–0) | Los Angeles Lakers |
| Game 4 | 11 juin | Detroit Pistons    | 105–97 (4–0)  | Los Angeles Lakers |

## Statistiques individuelles

### Pistons de Détroit
| Joueur           | MJ | MC | MPG  | FG%   | 3P%  | FT%  | RPG  | APG | SPG | BPG | PPG  |
| ---------------- | -- | -- | ---- | ----- | ---- | ---- | ---- | --- | --- | --- | ---- |
| Mark Aguirre     | 4  | 4  | 26.8 | .364  | .000 | .750 | 6.0  | 1.5 | 0.5 | 0.0 | 7.5  |
| Fennis Dembo     | 1  | 0  | 2.0  | .000  | .000 | 0.0  | 0.0  | 0.0 | 0.0 | 0.0 | 0.0  |
| Joe Dumars       | 4  | 4  | 36.8 | .576  | .000 | .868 | 1.8  | 6.0 | 0.5 | 0.3 | 27.3 |
| James Edwards    | 4  | 0  | 24.3 | .444  | 0.0  | .750 | 3.5  | 0.8 | 0.0 | 0.8 | 9.0  |
| Vinnie Johnson   | 4  | 0  | 23.8 | .600  | .200 | .636 | 3.3  | 2.8 | 0.0 | 0.3 | 17.0 |
| Bill Laimbeer    | 4  | 4  | 23.5 | .545  | .667 | .857 | 5.3  | 2.3 | 0.5 | 0.0 | 8.0  |
| John Long        | 1  | 0  | 2.0  | 1.000 | .000 | .000 | 0.0  | 0.0 | 0.0 | 0.0 | 2.0  |
| Rick Mahorn      | 4  | 4  | 24.5 | .556  | .000 | .667 | 5.3  | 1.0 | 0.3 | 0.8 | 6.0  |
| Dennis Rodman    | 4  | 0  | 23.5 | .467  | .000 | .857 | 10.0 | 1.3 | 0.5 | 0.3 | 5.0  |
| John Salley      | 4  | 0  | 20.3 | .684  | .000 | .571 | 2.5  | 1.3 | 0.3 | 2.8 | 7.5  |
| Isiah Thomas     | 4  | 4  | 35.3 | .485  | .333 | .760 | 2.5  | 7.3 | 1.5 | 0.3 | 21.3 |
| Micheal Williams | 1  | 0  | 2.0  | .000  | .000 | 0.0  | 0.0  | 1.0 | 0.0 | 0.0 | 0.0  |

### Lakers de Los Angeles
| Joueur              | MJ | MC | MPG  | FG%  | 3P%  | FT%  | RPG | APG | SPG | BPG | PPG  |
| ------------------- | -- | -- | ---- | ---- | ---- | ---- | --- | --- | --- | --- | ---- |
| Kareem Abdul-Jabbar | 4  | 4  | 26.0 | .435 | .000 | .833 | 5.0 | 1.8 | 0.5 | 0.8 | 12.5 |
| Tony Campbell       | 4  | 1  | 20.8 | .625 | .333 | .765 | 2.5 | 1.0 | 0.8 | 0.0 | 11.0 |
| Michael Cooper      | 4  | 4  | 40.8 | .378 | .333 | .833 | 1.5 | 6.8 | 1.8 | 0.5 | 12.0 |
| A.C. Green          | 4  | 4  | 33.5 | .440 | .000 | .684 | 9.3 | 0.5 | 1.0 | 0.3 | 8.8  |
| Magic Johnson       | 3  | 3  | 25.0 | .462 | .200 | .909 | 3.7 | 8.0 | 1.0 | 0.0 | 11.7 |
| Jeff Lamp           | 4  | 0  | 2.8  | .667 | .000 | .500 | 0.3 | 0.0 | 0.0 | 0.0 | 1.3  |
| Mark McNamara       | 2  | 0  | 2.0  | .000 | .000 | 0.0  | 0.0 | 0.0 | 0.0 | 0.0 | 0.0  |
| David Rivers        | 3  | 0  | 8.7  | .333 | .000 | .800 | 1.0 | 1.7 | 0.0 | 0.0 | 4.0  |
| Mychal Thompson     | 4  | 0  | 25.8 | .433 | .000 | .636 | 4.8 | 0.8 | 0.3 | 0.5 | 10.0 |
| Orlando Woolridge   | 4  | 0  | 21.8 | .611 | .000 | .842 | 5.3 | 1.5 | 0.0 | 0.5 | 9.5  |
| James Worthy        | 4  | 4  | 42.5 | .481 | .667 | .710 | 4.3 | 3.5 | 0.5 | 1.5 | 25.5 |